# Trientalis europaea
Trientalis europaea es una especie de plantas de la familia de las primuláceas.

## Descripción
Glabra, perenne, normalmente de tallo no ramoso de 5-30 cm, con hojas en un verticilo en el ápice del tallo. Hojas obovadas a lanceoladas, sentadas. Flores blancas teñidas de rosa de 11-19 mm de diámetro, normalmente solitarias, con rabillo. Con 5-8 pétalos, extendidos, ovados y puntiagudos; dientes del cáliz lineales. Florece en primavera y verano.

## Distribución y hábitat
Gran parte de Europa, excepto Portugal, Hungría, España, Irlanda, Grecia, Turquía, Bulgaria y antigua Yugoslavia. Habita en bosques de coníferas, páramos y brezales.